# Ireneusz Pielecha
Ireneusz Seweryn Pielecha (ur. 1971) – polski inżynier. Profesor nauk technicznych.

## Życiorys
Studia na wydziale mechaniki i budowy maszyn ukończył na Politechnice Poznańskiej w 1996. Stopień doktorski uzyskał w 2001 na podstawie pracy pt. Badania nad możliwością obniżenia emisji tlenków azotu silnika wysokoprężnego przez zastosowanie zewnętrznej aktywacji termicznej paliwa. Habilitował się w 2013. Tematem rozprawy habilitacyjnej było: Studium bezpośredniego wieloczęściowego wtrysku i spalania benzyny.
Prof. Pielecha jest kierownikiem Zakładu Napędów w Instytutcie Napędów i Lotnictwa  Wydziału Inżynierii Lądowej i Transportu Politechniki Poznańskiej.
Jest członkiem Prezydium Polskiej Akademia Nauk; Wydział IV Nauk Technicznych; Komitet Transportu. Nominację profesorską otrzymał w 2018 roku, jest także redaktorem Combustion Engines – kwartalnika naukowego (w języku ang) wyd. przez Polskie Towarzystwo Naukowe Silników Spalinowych – Combustion Engines. Prof. Pielecha jest również wiceprezesem zarządu Polskiego Towarzystwa Naukowego Silników Spalinowych.
Autor ponad 188 publikacji naukowych, 24 raportów i 6 książek. Promotor 3 doktoratów i 66 prac inżynierskich i magisterskich. 

## Monografie
1. Pielecha, I. (2017). Optyczne metody diagnostyki wtrysku i spalania benzyny. Poznań, Polska: Wydawnictwo Politechniki Poznańskiej.
2. Merkisz, J., Pielecha, I. (2015). Układy elektryczne pojazdów hybrydowych (K. Bubacz, Red.). Poznań, Polska: Wydawnictwo Politechniki Poznańskiej.
3. Merkisz, J., Pielecha, I. (2015). Układy mechaniczne pojazdów hybrydowych (K. Bubacz, Red.). Poznań, Polska: Wydawnictwo Politechniki Poznańskiej.
4. Pielecha, I. (2012). Studium bezpośredniego wieloczęściowego wtrysku i spalania benzyny. Poznań, Polska: Wydawnictwo Politechniki Poznańskiej. (Rozprawy / Politechnika Poznańska).
5. Merkisz, J., Pielecha, I. (2006). Alternatywne napędy pojazdów. Poznań, Polska: Wydawnictwo Politechniki Poznańskiej.
6. Merkisz, J., Pielecha, I. (2004). Alternatywne paliwa i układy napędowe pojazdów. Poznań, Polska: Wydawnictwo Politechniki Poznańskiej.

## Życie prywatne
Jego bratem jest prof. Jacek Pielecha.